# Emmanouéla Athanasiádi
Pour les articles homonymes, voir Athanasiádi.
Emmanouéla Athanasiádi (en grec moderne : Εμμανουέλα Αθανασιάδη), née le 3 avril 1965 à Athènes, est une cavalière grecque de saut d'obstacles.

## Carrière
Elle participe aux Jeux olympiques d'été de 2004 à Athènes, où elle est éliminée de l'épreuve individuelle, car les spectateurs applaudissaient après chaque obstacle franchi, ce qui a énervé le cheval Rimini Z. Elle fait aussi partie de l'équipe de Grèce qui finit treizième.
Elle participe également aux Jeux équestres mondiaux de 2006 à Aix-la-Chapelle et aux Championnats d'Europe de saut d'obstacles 2007 à Mannheim.